# ماروین جانسون (بوکسور)
ماروین جانسون (انگلیسی: Marvin Johnson؛ زادهٔ ۱۲ آوریل ۱۹۵۴) بوکسور اهل ایالات متحده آمریکا بود.